# راد کامرون (بازیکن فوتبال)
راد کامرون (انگلیسی: Rod Cameron؛ زادهٔ ۱۹۳۹ (۸۵–۸۶ سال)) بازیکن فوتبال اهل بریتانیا است.
از باشگاه‌هایی که در آن بازی کرده‌است می‌توان به باشگاه فوتبال گیتزهد و باشگاه فوتبال برادفورد سیتی اشاره کرد.